# Welcome to the Fall
«Welcome to the Fall» — дебютный альбом пост-гранж-группы 32 Leaves из Аризоны, выпущенный 6 сентября 2005. «Welcome to the Fall» не получил широкого распространения и никогда не попадал в чарты.

## Тур и продвижение
В течение 2006 и 2007 годов 32 Leaves поддерживали альбом в туре и выступали на одной сцене с такими группами, как 10 Years, Crossfade, Dredg, Evans Blue, Fair To Midland, Smile Empty Soul и Trapt.
На трек «All is Numb» был снят видеоклип, и он широко транслировался на спутниковой радиостанции Sirius, Octane. Он остался в пятерке лучших в «Octane Top 20 Countdown» не менее 10 недель. Хотя трек может похвастаться коммерчески доступным звуком, его интерлюдия содержит ненормативную лексику в повторяющейся строке: «I guess my thinking too much is what’s been fucking me up». Это может указывать на его исключение из обычного радио. На песню «Blood on My Hands» также был снят клип. В 2007 году трек «Waiting» появился в саундтреке к видеоигре FlatOut: Ultimate Carnage.

## Треклист
- 1. «Sudden Change» — 3:42
- 2. «Blood on My Hands» — 3:32
- 3. «Never Even There» — 3:10
- 4. «Your Lies» — 4:07
- 5. «Wide Awake» — 4:24
- 6. «Waiting» — 3:19
- 7. «Interlude to Addiction» — 0:32
- 8. «Makeshift» — 4:08
- 9. «Overflow» — 3:31
- 10. «All Is Numb» — 4:23
- 11. «Watching You Disappear» — 3:37
- 12. «Deep Breath» — 3:08

### Бонус
Enhanced CD «Blood on My Hands» video

## Участники записи
- Грег Аллен Норрис — вокал
- Майк Лопес — гитара
- Майк Чавес — гитара
- Арон Орос — бас
- Баррет Гарднер — ударные

## Использованная литература
- 1. «32 Leaves — Welcome to the Fall — Album Review». AbsolutePunk.
- 2. Simpson, Eric Welcome to the Fall review Decoy Music (2005). Retrieved on 12-25-11.
- 3. Stone, Philip 32 Leaves: Welcome to the Fall Splendid (October 15, 2005). Retrieved 12-25-11.